# Villegas (kommunhuvudort)
Villegas är en kommunhuvudort i Spanien.   Den ligger i provinsen Provincia de Burgos och regionen Kastilien och Leon, i den norra delen av landet, 230 km norr om huvudstaden Madrid. Villegas ligger 825 meter över havet och antalet invånare är 112.
Terrängen runt Villegas är platt. Runt Villegas är det mycket glesbefolkat, med 6 invånare per kvadratkilometer. Närmaste större samhälle är Villadiego, 5,3 km norr om Villegas. Trakten runt Villegas består till största delen av jordbruksmark.